# 遠藤郁子
遠藤 郁子（えんどう いくこ、現姓田中、1944年11月26日 - ）は、東京都出身の日本のピアニスト。
2度結婚しており、最初の夫は池内友次郎である。

## 略歴
物理学者を父に、ピアニスト遠藤道子を母として東京に生まれ、幼時に北海道へ移住する。3歳でピアノを始め、母や井口秋子、高折宮次などに師事する。小学校のとき全日本学生音楽コンクール東京大会にて2位入賞（1位は野島稔）。藤女子学園中学校を経て、東京藝術大学音楽学部附属音楽高等学校在学中の1962年に、日本音楽コンクールピアノ部門第2位。東京藝術大学に進み、1965年の第7回ショパン国際ピアノコンクールで特別銀賞を受賞。同年大学を1年で中退してポーランドに留学、ルードヴィク・ステファンスキ、ハリーナ・チェルニー＝ステファンスカに師事した。1970年にも同コンクールに出場して8位に入賞し、奨励賞も受賞した。
1965年以来、日本・ポーランドを中心に、各地でリサイタル・オーケストラ共演を重ね、1967年にソ連、1977年にアメリカ、1978年にパリ、1980年にロンドンでもデビューを果たした。1990年に乳癌を患ったが、3年後に復帰、現在も精力的な活動を続けている。また、1990年に公開された黒澤明監督の映画『夢』の第5話「鴉」で、ショパンの「雨だれ」を演奏している。29歳の時に作曲家の池内友次郎と結婚したが、16年後に離婚、その後写真家の田中克己と再婚、2014年に死別している。
長いポーランドへの留学経験を活かしたショパン演奏は、ビクターエンタテインメントなどからCDも多数リリースされている。1980年に日本ショパン協会賞、1985年にユーゴスラビア・オフリッド・フェスティバル25周年記念功労賞を受賞。2015年2月には、ポーランド復興勲章「オフィツェルスキ十字勲章」を受章。母校東京藝術大学の講師なども務めた。

## 著書
- いのちの声（海竜社、1994年） ISBN 978-4759303902
- いのちの響き（海竜社、1998年） ISBN 978-4759305517
- 音霊の詩人ーわたしの心のショパン（藤原書店、2004年） ISBN 978-4894344136
- 母・遠藤道子と私（北海道新聞社、2019年） ISBN 978-4894539563